# 4192 Breysacher
4192 Breysacher eller 1981 DH är en asteroid i huvudbältet som upptäcktes den 28 februari 1981 av den belgiske astronomen Henri Debehogne och den italienska astronomen Giovanni de Sanctis vid La Silla-observatoriet. Den är uppkallad efter den franske astronomen Jacques Breysacher.
Asteroiden har en diameter på ungefär 21 kilometer och den tillhör asteroidgruppen Themis.